# Who Do Ya Love
Albums de KC and the Sunshine Band
Part 3
(1976) Do You Wanna Go Party
(1979)
Who Do Ya Love est le cinquième album studio de KC and the Sunshine Band, sorti en 1978.

## Liste des titres
| 1. | Do You Feel All Right | 5:25 |
| 2. | Sho-Nuff'             | 4:18 |
| 3. | Come to My Island     | 4:20 |
| 4. | So Glad               | 4:45 |

| 5. | It's the Same Old Song   | 4:23 |
| 6. | Who Do Ya Love           | 3:45 |
| 7. | How About a Little Love  | 2:27 |
| 8. | I Will Love You Tomorrow | 3:45 |